# Havířov
Havířov (in slesiano Hawiyrzów, in polacco Hawierzów, in tedesco Hawirzow) è una città della Repubblica Ceca facente parte del distretto di Karviná, nella regione della Moravia-Slesia.
Fu fondata dopo la Seconda guerra mondiale, in un'area abitata da polacchi. Diventò ufficialmente città nel 1955.
L'attuale sindaco è Ing. Zdeněk Osmanczyk.

## Storia
La città è stata fondata sul bordo meridionale della zona industriale Ostrava-Karviná. Questa città è stata fondata a causa della necessità di garantire alloggi per i lavoratori delle miniere e fonderie nel periodo dopo la seconda guerra mondiale. Le origini di Havířov sono associati alla costruzione di insediamenti minerari. Nome della città è stato selezionato in un concorso pubblico da molti nomi diversi (Bezručovo, Čurdová, Faratín, Lidobudovatelov).
Comune è stato istituito alla periferia dei 3 distretti (Karvina, Český Těšín e Ostrava). Su 4 dicembre 1955 Havířov è stato concesso i diritti della città. Le prime segnalazioni di comunità indigene nell Havířov sono stati conservati dal anno 1305 (Šenov, Horní e Dolní Suchá), 1335 (Bludovice) e il 1438 (Šumbark).

## Geografia antropica

### Frazioni
Città di Havířov è suddivisa in 8 frazioni: Si estende su una superficie di 3208 ettari.
- Bludovice
- Dolní Datyně
- Dolní Suchá
- Podlesí
- Havířov
- Prostřední Suchá
- Šumbark
- Životice

Havířov si trova ad una altitudine di 260 m s.l.m.

## Monumenti
- Albergo Zámek con il parco - nel XV secolo sorgeva sul sito dell'attuale albergo una fortezza. Nel Settecento, sull posto di fortezza, fu costruito il castello in stile barocco con il giardino. Dopo un incendio nel 1823 fu ricostruito in stile Impero. Poi castello cadde in rovina fino al 1997, quando è stato ricostruito. Il castello è stato aperto al pubblico 10 gennaio, 1998. Castello Oggi offre alloggi con un ristorante e un piccolo sale di rappresentanza.
- casetta di legno Kotulova Dřevěnka - la più anticha costruzione popolare di Havířov. È stato costruito nel 1781. Mostra presenta interni originali e modo di vivere nel ventesimo secolo in questa zona. Ci possiamo trovare mobili antichi, ceramiche e anche mulino a vento chiamato "viatrak".
- Chiesa di Sant'Anna - Piccolo edificio risale negli anni 1841-1845. È stato costruito in stile tardo impero. Negli anni 1967-1971 la chiesa fu ricostruita nella sua forma attuale. Dalla chiesa originaria è stata conservata la torre ottagonale con un casco e le finestre ad arco ribassato.
- monumento ai caduti di tragedia di Životice - Monumento della resistenza antifascista. Questo monumento commemora l'evento del 6 agosto 1944, quando la Gestapo ha ucciso 36 abitanti di Životice, Horní e Dolní Suchá e Dolní Těrlicko. Questo atto è stata la vendetta per la sparatoria tra la Gestapo e il gruppo guerrigliero KamiLskeho, che è successo due giorni prima del questo tragico evento. La scultura è alta 2 metri. Ha la forma della madre, con il suo bambino in braccio, piegata sopra l'uomo caduto. È stata costruita nel 1949 ed è opera dello scultore di Karvina, Francesco Swider.

## Cultura
In Havířov possiamo trovare diversi centri culturali, cinema, musei, gallerie, biblioteche e teatri.
- Cinema - cinema all'aperto, cinema Centrum e cinema Úsvit
- Teatri e centri culturali - centro culturale di Petr Bezruč, centro culturale Reneta, teatro di Leoš Janáček e teatro Radost.
- Musei e gallerie - galleria Spirala, museo Musaion, museo Těšínská e museo di Vilem Wunsche
- Eventi culturali - Havířov in fiore, festeggiamenti minerarie di Havířov, Festival Incubator, calce di Havířov con un volto nuovo

## Sport
Nella città di Havířov lo sport è praticato in abbondanza. I sport principali, attraverso i quali Havířov fu noto, sono hockey (AZ Havířov), floorball (Torpedo Havířov), atletica (Pavel Maslák) e infine il calcio (MFK Havířov, ČSAD Havířov, TJ Dolní Datyně - Havířov). Ci sono tanti campi sportivi e zone di relax.
- Eventi sportivi - Zlatý Kahanec

## Amministrazione

### Gemellaggi
La città è gemellata con:
- Collegno
- Harlow
- Jastrzębie-Zdrój
- Mažeikiai
- Almissa
- Paide